# Maciste
Maciste (Macistus, Μάκιστος) és un dels personatges de ficció recurrents més antics del cinema, creats per Gabriele d'Annunzio i Giovanni Pastrone. Es tracta d'una figura heroica al llarg de la història del cinema d'Itàlia des de la dècada de 1910 fins a la dècada de 1960.
Generalment es representa com una emulació d'Hèrcules, utilitzant la seva immensa força per aconseguir fites heroiques que els homes ordinaris no poden fer. Molts de les pel·lícules italianes de la dècada del 1950 amb Maciste van ser reanomenades en altres països, amb noms més locals més populars com Hèrcules, Goliat o Samsó.

## Nom
Hi ha diverses referències al nom en literarura. El nom de Maciste apareix en una frase a la Geografia d'Estrabó (Llibre 8, Capítol 3, Secció 21), en què es descriu:  ἐν δὲ τῷ μεταξὺ τό τε τοῦ Μακιστίου Ἡρακλέους ἱερόν ἐστι καὶ ὁ Ἀκίδων ποταμός - "I al mig es troba el temple dels Macistianos Heracles, i el riu Acidon". L'epítet Μακίστιος (Makistios, latinitzat com Macistius) és generalment un adjectiu referit a un poble anomenat Μάκιστος (Makistos) a la província de Triphylia a Elis.
En el primer volum del Dizionario universale archeologico-artistico-technologico[https://"> (1858),  Macistius  es dona entre diversos epítets d'Hèrcules (Ercole). Al segon volum del mateix diccionari (1864), aquest nom apareix en italià com a "Maciste", definit com "uno dei soprannomi d'Ercole" ("un dels sobrenoms d'Hèrcules").
Segons el "Diccionari de la mitologia grega i romana" de William Smith, Macistus (Μάκιστος) era "un cognom d'Heracles, que tenia un temple als voltants de la ciutat de Macistus a Trifília". Makistos va ser també el tercer fill d'Athamas i Nephele, segons la mitologia grega.
En el projecte original de la pel·lícula de 1914 Cabiria del director Giovanni Pastrone, el nom del forçut heroi havia estat Ercole. En el guió revisat, l'escriptor Gabriele d'Annunzio va donar al personatge el nom Maciste, que va comprendre un sinònim erudit d'Hèrcules.
Escriptors posteriors que van utilitzar el personatge, generalment, no han considerat l'etimologia original, i van construir una etimologia popular basada en la semblança superficial del nom amb la paraula italiana "macigno" "pedra gran"; en les primeres pel·lícules dels anys seixanta, Maciste li diu a un altre personatge de la pel·lícula que el seu nom significa "nascut de la roca", i en una pel·lícula posterior, Maciste es mostra en una escena que apareix des d'una paret de roca sòlida en una cova, de forma màgica

## Cabiria
Maciste va debutar el 1914 a la pel·lícula muda italiana clàssica Cabiria. Cabiria va ser una història sobre un esclau anomenat Maciste (interpretat per Bartolomeo Pagano) que va participar en el rescat d'una princesa romana anomenada Cabiria (interpretada per Lidia Quaranta) d'un malvat monarca cartaginès que tramava sacrificar-la al cruel déu Moloch. La pel·lícula era una llunyana referència a "Salammbo", una novel·la històrica de Gustave Flaubert, amb una trama i guió de Gabriele D'Annunzio.
El debut de Maciste va marcar el to de les seves posteriors aventures. Incloent-hi la mateixa Cabiria, hi ha hagut almenys 52 pel·lícules amb Maciste, 27 de les quals són pel·lícules mudes pre-1927 protagonitzades per Bartolomeo Pagano i les altres 25 són una sèrie de pel·lícules sonores / color produïdes a principis dels anys seixanta. Les trames típiques impliquen governants tirans que practiquen vils rituals màgics o culte al déu del mal. Normalment, la jove dama, enamorada, corre al costat del malvat governant. Maciste, que posseeix força sobrehumana, ha de rescatar-la. Sovint hi ha un rei legítim que vol enderrocar el malvat usurpador, així com una escena de dansa del ventre i també una reina malvada que té desitjos carnals sobre l'heroi. Aquestes pel·lícules es van establir en geografies com Mongòlia, Perú, Egipte i l'Imperi Romà.

## Filmografia

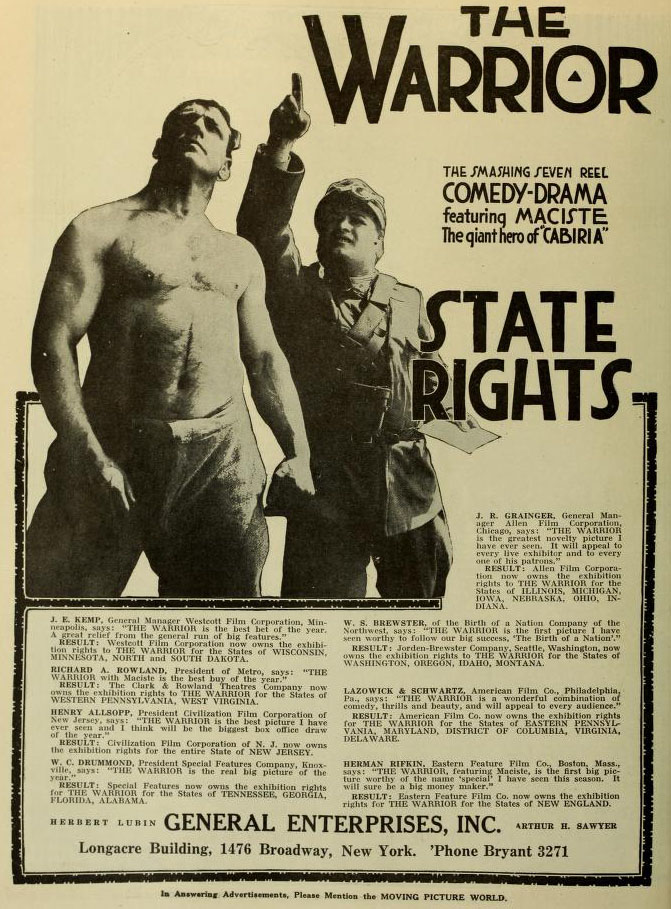
Maciste alpino (1916)

- Cabiria (1914) de Giovanni Pastrone
- Maciste (1914)
- Maciste alpino (1916) di Giovanni Pastrone
- Maciste atleta (1918) di Giovanni Pastrone
- Maciste e il nipote d'America (1923)
- Maciste imperatore (1924)
- Maciste all'inferno (1925)
- Maciste contro lo sceicco (1925)
- Maciste nella gabbia dei leoni (1926)
- Maciste nella Valle dei Re (1960) de Carlo Campogalliani
- Maciste nella terra dei ciclopi (1961) d'Antonio Leonviola
- Totò contro Maciste (1961) de Fernando Cerchio
- Maciste contro lo sceicco (1961) de Domenico Paolella
- Maciste contro Ercole nella valle dei guai (1961) de Mario Mattoli
- Maciste l'uomo piu' forte del mondo (1961) d'Antonio Leonviola
- Il trionfo di Maciste (1961) de Tanio Boccia
- Maciste contro il vampiro (1961) de Sergio Corbucci
- Maciste contro i mostri (1962) de Guido Malatesta
- Zorro contro Maciste (1963) de Umberto Lenzi
- Maciste l'eroe piu' grande del mondo (1963) de Michele Lupo
- Maciste alla corte dello Zar (1964) de Tanio Boccia
- Ercole, Sansone, Maciste e Ursus gli invincibili (1964) de Giorgio Capitani
- Maciste contro i mongoli (1964) de Domenico Paolella
- Maciste nelle miniere di re Salomone (1964) de Piero Regnoli
- Maciste nell'inferno di Gengis Khan (1964) de Domenico Paolella
- Maciste e la regina di Samar (1964) de Giacomo Gentilomo
- Maciste gladiatore di Sparta (1965) de Mario Caiano